# دشمنی: یک داستان عشق خشونت‌آمیز
دشمنی: یک داستان عشق خشونت‌آمیز (به هندی: Dushmani: A Violent Love Story) فیلمی است محصول سال ۱۹۹۵ و به کارگردانی بانی سورما است. در این فیلم بازیگرانی همچون سانی دئول، جکی شروف، مانیشا کویرالا، دیپیتی نوال ایفای نقش کرده‌اند.